# Alpinia officinarum
Alpinia officinarum (galanga, galanga-pequena, galanga-da-china) é o rizoma de uma planta nativa do sul da China.
Assim como a galanga-grande (Alpinia galanga), a pequena é cultivada no Sudeste Asiático e é conhecida pelo nome local laos, na Indonésia, lengkuas, na Malásia e kah, na Tailândia.

## Características
A planta produz cachos de flores vistosas. A raiz marrom-avermelhada por fora e clara por dentro tem sabor picante parecido com o do gengibre.

## Uso culinário
Assim como o gengibre, pode ser usada fresca, ralada, picada ou seca, fatiadas, em sopas e cozidos depois de reidratadas.